# 서울정화고등학교
서울정화고등학교(서울貞和高等學校)는 대한민국 서울특별시 동대문구 제기동에 있는 사립 고등학교이다.

## 학교 연혁
- 1908년 9월 1일 : 김정혜 여사가 개성정화여자소학교를 설립하여 초대 교장으로 취임
- 1911년 8월 1일 : 조선교육령에 의해 개성정화여자보통학교로 교명 변경
- 1912년 3월 5일 : 개성정화학교 야학과 설치
- 1918년 4월 1일 : 김원배 초대 재단이사장 취임
- 1926년 7월 1일 : 교육령 개정에 의해 개성정화심상초등학교로 교명 변경
- 1927년 3월 5일 : 개성정화여자보통학교 부설 정화여자기예학원 개원
- 1941년 3월 31일 : 일왕 칙령에 의해 개성정화여자국민학교로 교명 변경
- 1946년 6월 28일 : 개성정화여자실업중학교(6년제)로 승격
- 1948년 6월 28일 : 개성정화여자실업중학교 제1대 김성찬 교장 취임
- 1950년 6월 25일 : 한국전쟁 발발로 남으로 피난
- 1953년 1월 20일 : 서울정화여자중학교 제1대 이종하 교장 취임
- 1953년 4월 15일 : 김동표 이사장이 서울 충신동에서 재개교 후 첫 입학식 거행(입학생 25명)
- 1954년 4월 1일 : 서울특별시 동대문구 제기동 現 교사로 이전
- 1956년 2월 23일 : 정화여자상업고등학교 인가
- 1956년 12월 1일 : 체육관 신축
- 1957년 4월 1일 : 정화여자상업고등학교 제1대 이종하 교장 취임
- 1974년 8월 31일 : 現 교사 준공
- 1994년 3월 10일 : 기존 체육관 철거, 12개 교실 및 체육관 신축
- 2004년 12월 17일 : 도서관(명칭 아름다운 샘터) 준공
- 2005년 3월 23일 : 급식실 준공
- 2005년 11월 30일 : 학교공원화사업 준공
- 2007년 8월 6일 : 가사실 개량 및 기자재(제과·제빵장비) 설치
- 2010년 10월 4일 : 서울시교육청 지원형 특성화고등학교 선정(병원사무관리과, 사회복지사무관리과, 비서사무관리과)
- 2010년 12월 9일 : 학교 증 · 개축 준공(15개 교실)
- 2021년 9월 2일 : 정화여자상업고등학교 제12대 이병배 교장 취임
- 2022년 1월 6일 : 제64회 졸업식 (졸업생 누계 26,057명)
- 2023년 3월 1일 : 서울정화고등학교로 교명 변경

## 설치 학과
- 뷰티디자인과
- 방송연예콘텐츠과
- 카페베이커리과
- 부사관과

## 참고 자료
- 서울정화고등학교 - 한국교육학술정보원 학교알리미